# Lac Witiko
Lac Witiko är en sjö i Kanada.   Den ligger i regionen Mauricie och provinsen Québec, i den östra delen av landet, 400 km norr om huvudstaden Ottawa. Lac Witiko ligger 402 meter över havet.
Trakten runt Lac Witiko är nära nog obefolkad, med mindre än två invånare per kvadratkilometer.